# Hypocnemoides melanopogon
El hormiguero barbinegro (en Colombia y Venezuela) (Hypocnemoides melanopogon), también denominado hormiguero de barbilla negra (en Perú) u hormiguero de barba negra, es una especie de ave paseriforme de la familia Thamnophilidae, una de las dos pertenecientes al género Hypocnemoides. Es nativo de la cuenca amazónica y del escudo guayanés en Sudamérica.

## Descripción
Mide 11,5 cm de longitud. Muy parecido a Hypocnemoides maculicauda que es un poco mayor y con la cola un poco más larga. Tiene ojos gris claro. El macho es gris, más claro por abajo, con la garganta negra y no presenta la mancha dorsal blanca semioculta de su congénere; las cobertoras del ala son negras con tres listas blancas; la cola es negra con puntas blancas, ligeramente más estrecha que su congénere. La hembra es parecida por arriba; blanca por abajo manchada de gris, principalmente en el pecho. Patas de color grisáceo.

## Distribución y hábitat

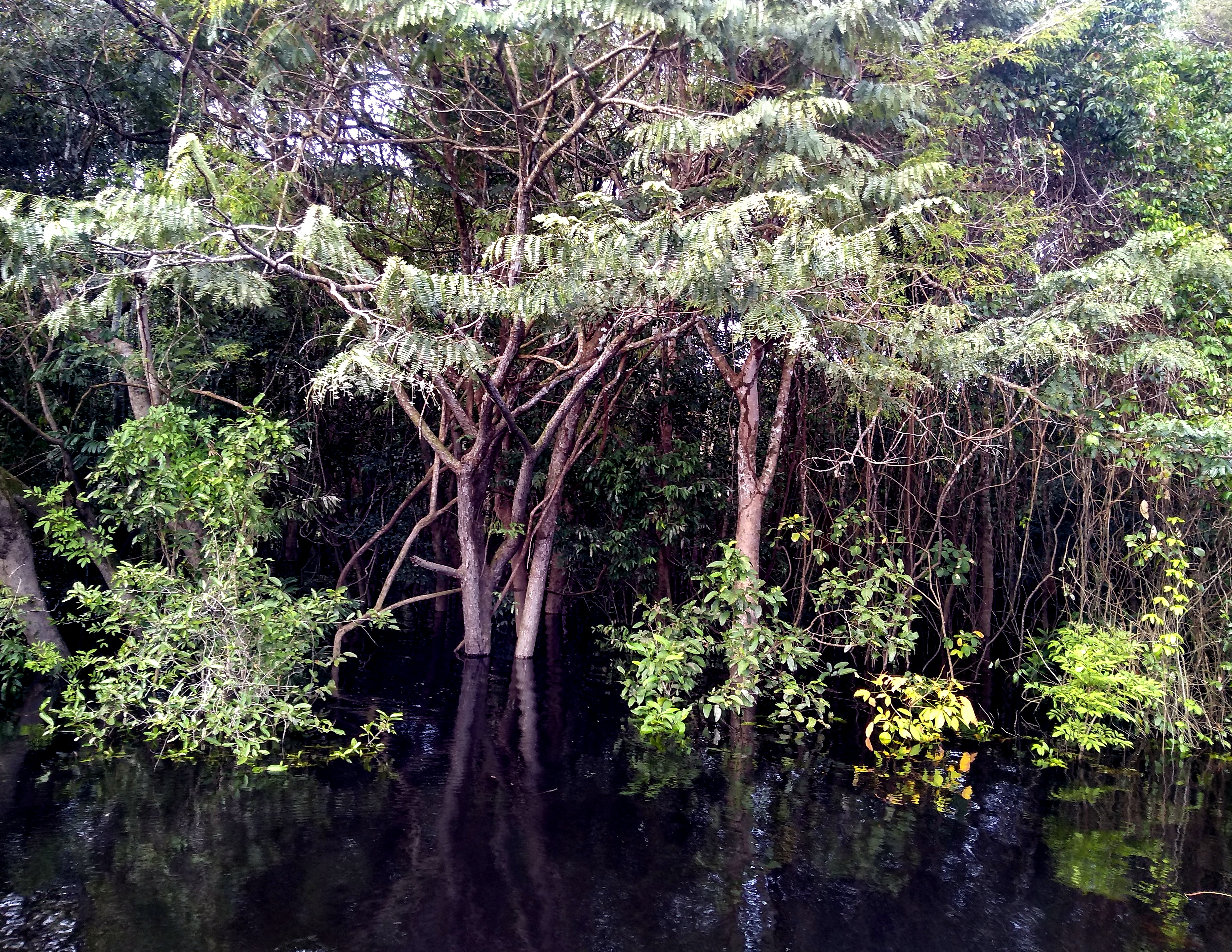
Várzea del río Negro en el archipiélago de Anavilhanas, uno de los ambientes preferidos de la especie.

Se encuentra en Brasil, Colombia, Ecuador, Guayana francesa, Guyana, Perú, Surinam, y Venezuela. Ver más detalles en Subespecies.
Sus hábitats naturales son las ciénagas y marismas, selvas húmedas de baja altitud, sabanas húmedas, márgenes de ríos, arroyos y cursos de agua (inclusive cascadas) y de lagos permanentes de agua dulce de más de 8 ha, tropicales o subtropicales. Principalmente abajo de los 400 m s. n. m.

## Comportamiento

### Alimentación
Como su congénere H. maculicauda, normalmente se alimenta de insectos y arañas, procuradas poco arriba del suelo, algunas veces sobre la superficie del agua a lo largo de orillas de ríos y lagos. Acompaña regularmente bandadas mixtas y sigue columnas de hormigas guerreras como especie periférica subordinada.

### Reproducción
El nido es una bolsa en forma de cuenco tejida con materiales de raíces y hojas de color oscuro. Siempre se construye debajo de una hoja que le sirve de tejado, cercana o encima del agua. Lo más probable es que se encuentre al final de una rama muerta que sobresale del agua. La nidada consta habitualmente de dos huevos, pudiendo variar entre uno y tres.

### Vocalización
El canto es similar a H. maculicauda pero más corto: una serie de silbidos sonoros que se aceleran y quedan ásperos al final.

## Sistemática

### Descripción original
La especie H. melanopogon fue descrita por primera vez por el zoólogo británico Philip Lutley Sclater en 1857 bajo el nombre científico Hypocnemis melanopogon; localidad tipo errada «Chamicuros, Loreto, Perú enmendada para Guyana».

### Etimología
El nombre genérico femenino «Hypocnemoides» deriva del género Hypocnemis y del griego «oidēs»: que recuerda, significando «que recuerda a un Hypocnemis»;  y el nombre de la especie «melanopogon», proviene del griego «melanos»: negro y «pōgōn»: barba; significando «de barba negra».

### Taxonomía
Próximamente relacionada con Hypocnemoides maculicauda, pareciendo ser diferentes de alguna forma en la vocalización, pero muy similar en el comportamiento y morfología; son necesarios estudios moleculares y de campo en regiones de aparente parapatría para establecer las verdaderas relaciones taxonómicas. Las aves de Colombia, Venezuela y noroeste de Brasil que fueron descritas como la subespecie occidentalis, aparentemente intergradan con la nominal; es mejor considerada incluida en la subespecie nominal, dependiendo de más análisis.

### Subespecies
Según Clements Checklist v.2016 se reconocen dos subespecies con su correspondiente distribución geográfica:
- Hypocnemoides melanopogon melanopogon (P.L. Sclater, 1857) - norte del Río Amazonas en el este de Colombia (al sur desde Meta y Vichada), noreste de Ecuador, noreste de Perú, este y sur de Venezuela (este de Sucre, este de Monagas, Bolívar, Amazonas), las Guayanas, y Brasil al norte del Amazonas.
- Hypocnemoides melanopogon minor (Gyldenstolpe, 1941) - centro sur de la Amazonia brasileña (cuencas del bajo Río Purús y Río Madeira, y cerca de la margen sur del Amazonas entre los ríos Tapajós y Tocantins).

El Congreso Ornitológico Internacional (IOC) considera una tercera subespecie:
- Hypocnemoides melanopogon occidentalis (J.T. Zimmer, 1932) – Colombia, Venezuela y norte de Brasil.